# Arcetri
Arcetri és un lloc de Florència (Itàlia), al costat dels turons del sud de la ciutat. En l'edat mitjana fou possessió dels Amidei. Es coneix perquè hi va morir el famós astrònom Galileo Galilei.